# Liste belarussischer Schriftsteller
Alphabetische Liste bekannter belarussischer Schriftsteller, Dichter und Dramatiker belarussischer oder altruthenischer Sprache bzw. belarussischer Herkunft. Angegeben sind jeweils die belarussischen Namen in deutscher Transkription sowie ggf. abweichende Schreibweisen oder Alternativnamen in Klammern.

## A
- Ales Adamowitsch (1927–1994)
- Anton Adamowitsch (1909–1998)
- Slawamir Adamowitsch (* 1962)
- Feliks Aksjonzau (* 1964)
- Waljanzin Akudowitsch (* 1950)
- Swjatlana Aleksijewitsch (* 1948)
- Franzischak Aljachnowitsch (1883–1944)
- Ales Anzipenka (* 1953)
- Ales Arkusch (* 1960)
- Uladsimir Arlou (* 1953)
- Natallja Arsennewa (1903–1997)

## B
- Adam Babareka (1899–1938)
- Natalka Babina (* 1966)
- Ihar Babkou (* 1964)
- Alhierd Bacharevič (* 1975)
- Maksim Bahdanowitsch (1891–1917)
- Pauljuk Bahrym (1812–1891)
- Franzischak Bahuschewitsch (1840–1900)
- Sjarhej Balachonau (* 1977)
- Ryhor Baradulin (1935–2014)
- Smizer Bartosik (* 1969)
- Jan Barschtscheuski (1794–1851)
- Juras Baryssewitsch (* 1966)
- Aljaksej Bazjukou (* 1977)
- Lesja Belaruska (Laryssa Pjatrouna Marosawa) (–1948)
- Aleh Bembel (* 1939)
- Smitrok Bjadulja (1886–1941)
- Aksana Bjaslepkina (* 1981)
- Waljanzin Blakit (1938–2007)
- Alena Brawa (* 1966)
- Pjatrus Brouka (1905–1980)
- Janka Bryl (1917–2006)
- Symon Budny (1530–1593)
- Kanstanzyja Bujlo (1893–1986)
- Waler Bulhakau (* 1974)
- Wassil Bykau (1924–2003)

## C
- Andrej Chadanowitsch (* 1973)
- Uladsimir Chadyka (1905–1940)
- Julia Cimafiejeva (* 1982)

## D
- Tadewusch Dalenha-Mastowitsch (1898–1939)
- Leanid Dranko-Majssjuk (* 1957)
- Sjarhej Dubawez (* 1959)
- Uladsimir Dubouka (1901–1976)
- Ales Dudar (1904–1937)
- Aljaksej Dudarau (* 1950)
- Winzent Dunin-Marzinkewitsch (1808–1884)

## F
- Andrej Fedarenka (* 1964)
- Afanassij Filipowitsch (1595–1648)

## H
- Wassil Hadulka (1946–1993)
- Wolha Hapejewa (* 1982)
- Maksim Harezki (1893–1938)
- Zischka Hartny (1887–1937)
- Ales Harun (1887–1920)
- Laryssa Henijusch (1910–1983)
- Nil Hilewitsch (1931–2016)
- Pjatro Hlebka (1905–1969)
- Adam Hljobus (Uladsimer Adamtschyk) (* 1958)
- Wolha Hramyka (* 1978)
- Jury Humjanjuk (1969–2013)

## I
- Wolja Ipatawa (* 1945)

## J
- Jadwihin Sch. (Anton Ljawizki) (1868–1922)
- Mikola Jermalowitsch (1921–2000)
- Janka Juchnawez (1921–2004)

## K
- Karus Kahanez (Kasimir Kastrawicki) (1868–1918)
- Uladsimir Kalesnik (1922–1994)
- Kastus Kalinouski (1838–1864)
- Juhassja Kaljada (Jauhenija Paraschtschanka) (* 1981)
- Uladsimir Karatkewitsch (1930–1984)
- Winzes Karatynski (1831–1891)
- Aljaksej Karpjuk (1920–1992)
- Andrej Klimau (* 1965)
- Artur Klinau (* 1965)
- Todar Kljaschtorny (1903–1937)
- Jakub Kolas (1882–1956)
- Kandrat Krapiwa (1896–1991)
- Ryhor Kruschyna (1907–1978)
- Arkads Kuljaschou (1914–1978)
- Janka Kupala (1882–1942)
- Andrej Kurejtschyk (* 1980)
- Valeryja Kustava (* 1984)

## L
- Hleb Labadsenka (* 1986)
- Wazlau Lastouski (1883–1938)
- Teda Li (* 1985)
- Ljavonny, Jurka (1907–1944)
- Maksim Luschanin (1909–2001)
- Janka Lutschyna (Iwan Nesluchouski) (1851–1897)
- Michas Lynkou (1899–1975)

## M
- Andrej Makajonak (1920–1982)
- Jauhenija Maltscheuskaja (1949–2008)
- Waleryj Marakou (1909–1937)
- Viktor Martinowitsch (* 1977)
- Janka Maur (1883–1971)
- Iwan Melesch (1921–1976)
- Pawal Misko (1931–2011)
- Iwan Mjaleschka (um 1600)
- Valzhyna Mort (* 1981)
- Andrej Mryj (1893–1943)

## N
- Lejb Najdus (1890–1918)
- Ales Nawarytsch (Aljaksandar Truschko) (* 1960)
- Uladsimir Njakljajeu (* 1946)
- Janka Njomanski (1890–1937)

## P
- Smizer Palityka (1915–1965)
- Sjarhej Panisnik (* 1942)
- Alaisa Paschkewitsch (1876–1916)
- Jan Paschkewitsch (um 1600)
- Sjanon Pasnjak (* 1944)
- Andrej Pauluchin (* 1980)
- Pilip Pestrak (1903–1978)
- Sjarhej Pjassezki Sergiusz Piasecki (1901–1964)
- Simjaon Polazki (1629–1680)
- Leanid Prantschak (* 1958)
- Ales Prudnikau (1910–1941)
- Pawel Prudnikau (1911–2000)
- Jasep Puschtscha (1902–1964)

## R
- Maryna Rachlej (* 1980)
- Franzischka Urschulja Radsiwil Franciszka Urszula Radziwiłłowa (1705–1753)
- Sjarhej Rakita (1909–1942)
- Ales Rasanau (1947–2021)
- Feliks Raschanski (um 1860)
- Wikenzi Rawinski (1786–1855)
- Ryhor Reles (1913–2004)
- Maryja Rouda (* 1975)
- Jasep Ruzki (1573/74–1637)
- Andrej Rymscha (um 1550 – um 1595)

## S
- Pjatro Sabina (* 1947)
- Sjarhej Sakonnikau (* 1946)
- Leu Sapeha (1557–1633)
- Michas Sarezki (1901–1937)
- Jauhen Schaban (1936–1982)
- Sofja Schach (* 1947)
- Uladsimer Schachawez (1918–1991)
- Michas Schachowitsch (1953–2000)
- Iwan Schalmanau (1936–1993)
- Iwan Schamjakin (1921–2004)
- Tazzjana Schamjakina (* 1948)
- Iwan Schapawalau (1907–1941)
- Lasar Schapiro (1928–2006)
- Janka Scharachouski (1908–1973)
- Julija Scharowa (* 1979)
- Pjotar Schaszerykou (1919–1994)
- Anatol Schaunja (* 1930)
- Maryja Schautschonak (* 1944)
- Kastus Schawel (1912–1987)
- Karlas Scherman (1934–2005)
- Pauljuk Schukajla (1904–1939)
- Janka Schurba (1881–1964)
- Wiktar Schybul (* 1978)
- Uladsimer Schylka (1900–1933)
- Uladsimer Schyzik (1922–2000)
- Ihar Sidaruk (* 1964)
- Pjotr Skarha (1536–1612)
- Franzysk Skaryna (Francysk Skaryna) (1470–1551/52)
- Eduard Skobeleu (1935–2017)
- Jan Skryhan (1905–1992)
- Klimenzij Smaljazitsch (–nach 1164)
- Mjalezij Smatryzki (Meletij Smotryzkyj, Meleti Smotrizki) (um 1577 – 1633)
- Michas Stralzou (1937–1987)
- Uladsislau Syrakomlja (1823–1862)
- Anatol Sys (1959–2005)

## T
- Maksim Tank (Jauhen Skurko) (1912–1995)
- Wika Trenas (* 1984)
- Michas Tscharot (1896–1937)
- Jan Tschatschot (1796–1847)
- Kusma Tschorny (1900–1944)
- Kiryla Turauski (Kyrill von Turau) (um 1130 – um 1182)

## U
- Franzischak Umjastouski (Franciszek Umiastowski) (1882–1940)
- Waleri Urubleuski (Walery Wróblewski) (1836–1908)

## V
- Jurka Vicbich → Jurka Wizbitsch
- Zmicier Vishniou → Smizer Wischnjou

## W
- Pjatro Wasjutschenka (1959–2019)
- Jewa Weschnawez (Swjatlana Kurs) (* 1972)
- Smizer Wischnjou (* 1973)
- Jan Wislizki (1485/90–1520)
- Jurka Wizbitsch (1905–1975)
- Anatol Wjaljuhin (1923–1994)
- Arzjom Wjaryha-Dareuski (1816–1884)
- Artur Wolski (1924–2002)
- Ljawon Wolski (* 1965)
- Wital Wolski (1901–1988)

## Z
- Julija Zimafejewa (* 1982)
- Wassil Zjapinsky (ca. 1540–1604)
- Zjotka → Alaisa Paschkewitsch